# Роосвал-Каллстениус, Герда
Герда Роосвал-Каллстениус (швед. Gerda Roosval-Kallstenius; 1864—1939) — шведская художница.

## Биография
Родилась  10 февраля 1864 года в Кальмаре в семье Джона Роосвала (John Roosval) и его жены Йоханны Крамер (Johanna Kramer); сестра искусствоведа Джона Роосвала и режиссёра Альбина Роосвала.

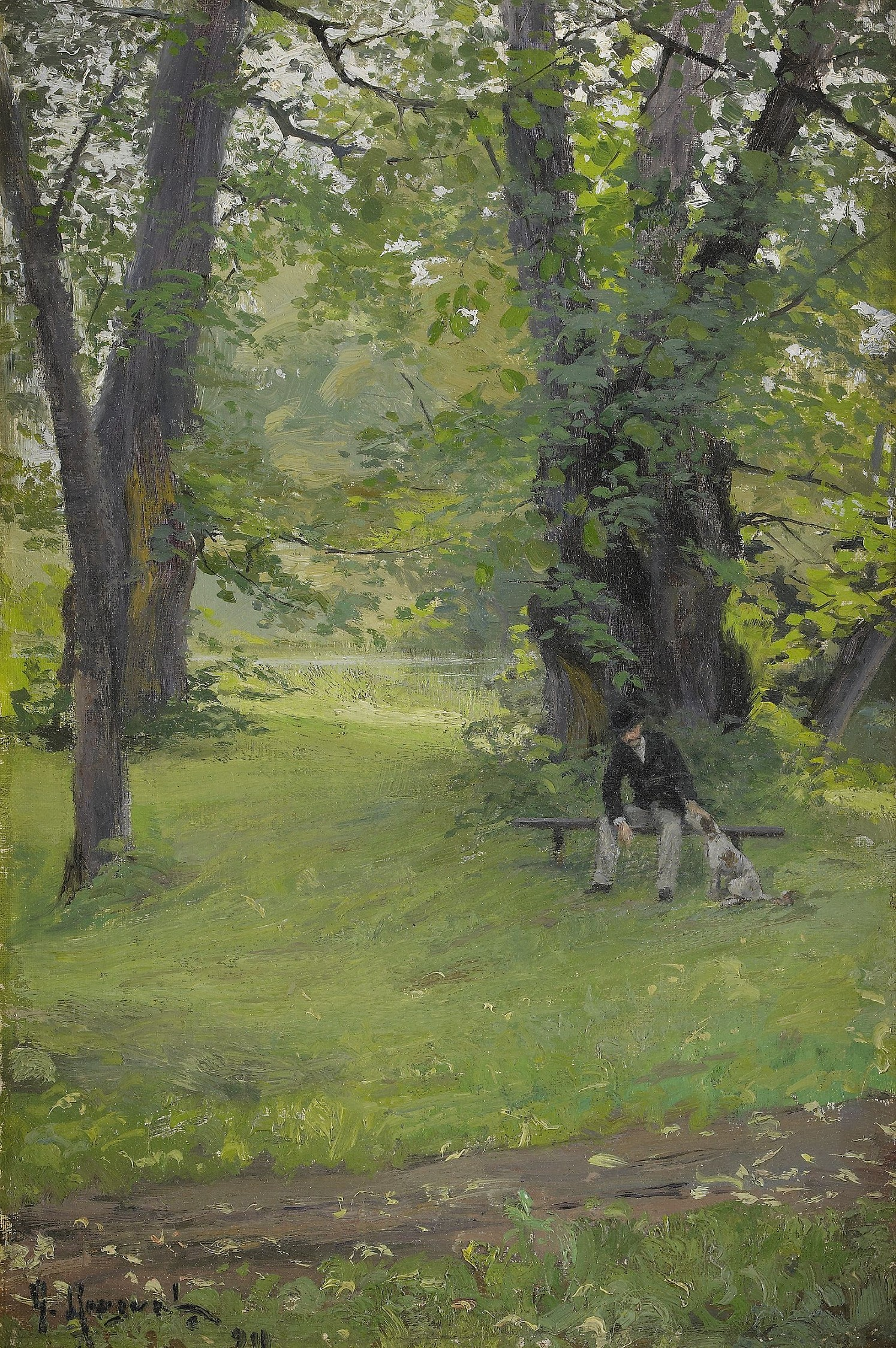
Картина Parklandskap med sittande herre och hund

Обучалась живописи в Королевской шведской академии искусств в Стокгольме. В 1891 году вышла замуж за соратника Готтфрида Каллстениуса. После того, как ее муж получил стипендию, они отправились во Францию, посетили  Париж и обосновались в шведской художественной колонии в Гре-сюр-Луэн. Там она писала и продолжала обучение у Рафаэля Коллена. Затем, после поездки в Италию, Герда и Готтфрид вернулись в 1896 году в Швецию.
Работы Герды Роосвал-Каллстениус находятся во многих музеях Швеции, включая Национальный музей Швеции в Стокгольме, Художественный музей Кальмара и Музей Эстергётланда.
Умерла 21 августа 1939 года в Вестервике.
Сын супругов —  Эвальд Каллстениус, также стал художником.